# 次世代行列
疫学において、次世代行列（じせだいぎょうれつ、英: next-generation matrix）は、感染症の流行に関する区画モデルの基本再生産数を得るのに用いられる。個体群動態においては、構造化個体群モデルの基本再生産数を計算するのに用いられる。マルチタイプの分岐過程でも、同様の計算に用いられる。
次世代行列を用いて基本再生産数を計算する方法はDiekmann et al. (1990) と van den Driessche and Watmough (2002)によって与えられた。次世代行列を用いて基本再生産数を計算するために、集団全体を n 個の区画に分割し、はじめの m 個を感染集団の区画とする。時刻 t における区画の個体数を {\displaystyle x=(x_{1},\dotsc ,x_{n})^{T}} とおき、流行モデル
{\displaystyle {\frac {dx_{i}}{dt}}={\mathcal {F}}_{i}(x)-{\mathcal {V}}_{i}(x)\qquad ({\mathcal {V}}_{i}(x)={\mathcal {V}}_{i}^{-}(x)-{\mathcal {V}}_{i}^{+}(x))}
を考える。ここで {\displaystyle {\mathcal {F}}_{i}(x)} は i 番目の区画における新規感染の発生率を表しており、{\displaystyle {\mathcal {V}}_{i}^{+}(x)} は他のコンパートメントから i 番目の区画への遷移率を、{\displaystyle {\mathcal {V}}_{i}^{-}(x)} は i 番目の区画から他の区画への遷移率を表している。このとき
{\displaystyle {\mathcal {F}}(x)=({\mathcal {F}}_{1}(x),\dotsc ,{\mathcal {F}}_{n}(x))^{T},\qquad {\mathcal {V}}(x)=({\mathcal {V}}_{1}(x),\dotsc ,{\mathcal {V}}_{n}(x))^{T}}
とおけば、上のモデルは
{\displaystyle {\frac {dx}{dt}}={\mathcal {F}}(x)-{\mathcal {V}}(x)}
と書くこともできる。いま x0 を感染症のない定常状態とする。このとき {\displaystyle {\mathcal {F}}(x)} と {\displaystyle {\mathcal {V}}(x)} のヤコビ行列は x0 において
{\displaystyle D{\mathcal {F}}(x_{0})={\begin{bmatrix}F&0\\0&0\end{bmatrix}},\quad D{\mathcal {V}}(x_{0})={\begin{bmatrix}V&0\\J_{3}&J_{4}\end{bmatrix}}}
となる。ここで F と V は
{\displaystyle F={\begin{bmatrix}{\frac {\partial {\mathcal {F}}_{i}}{\partial x_{j}}}(x_{0})\end{bmatrix}}_{1\leq i,\,j\leq m},\quad V={\begin{bmatrix}{\frac {\partial {\mathcal {V}}_{i}}{\partial x_{j}}}(x_{0})\end{bmatrix}}_{1\leq i,\,j\leq m}}
で定義される m 次正方行列である。このとき K = FV −1 は次世代行列と呼ばれる。その最大固有値、すなわちスペクトル半径 R0 = ρ(K) がこのモデルの基本再生産数である。